# Salvador Vendrell Grau
Salvador Vendrell Grau (Fortaleny, Ribera Baixa, 1958) és un escriptor i professor valencià.

### Adaptacions de clàssics
- Curial i Güelfa (Bromera, 1993)
- Alí Babà i els quaranta lladres (Bromera, 1994)
- Els viatges de Marco Polo (Bromera, 1995)
- Espill (Onada Edicions, 2015)
- Joan Fuster per a joves (Onada Edicions, 2017)
- Tirant lo Blanc per a infants (Il·lustrat per Oreto Cruzà. Onada Edicions, 2017)
- L'Odissea (Perifèric Edicions, 2017)

### Columnes d'opinió
- Columnes de paper (Perifèric Edicions, 2011)
- Els dimonis que dicten (Editorial Afers, 2016)

### Narrativa
- Quan truquen de matinada (Onada Edicions, 2014 - Premi de Narrativa Ciutat de Sagunt)

### Biografia
- Ausiàs March, el poeta i el seu temps: una biografia il·lustrada (Amb Rafa Matoses. Bromera, 1997)
- Jaume I, el naixement d'un poble: una biografia il·lustrada (Amb altres autors. Bromera, 1998)
- Joan Baldoví. En clau valenciana (Perifèric, 2017)